# Молдовска азбука
Молдовската (молдавска) азбука, или молдовска (молдавска) кирилица, е вариант на кирилицата, произлязла от руската азбука.
Създадена е за запис и предаване на молдовски език в Съветския съюз през 1930-те години. Днес тя е официалната азбука в непризнатата Приднестровска молдавска република.

## История
Молдовската кирилица е използвана в Молдавската автономна съветска социалистическа република на СССР. След обединението на Бесарабия от СССР молдовската кирилица е единствената официална азбука в Молдавската съветска социалистическа република чак до 31 август 1989 г.
По време на съветската епоха в Молдова има няколко опита за връщане към молдовската латиница, на която се е гледало като „по-подходяща за романската същност на езика“. През 1965 година на 3-тия конгрес на писателите на Молдавската СССР искането за преминаване към латинската азбука е отхвърлено от Комунистическата партия, според която подобна замяна е смятана за „противоречаща на интересите на молдовския народ и не отразява неговите надежди и стремежи“.
Молдовската кирилица не е същата азбука като румънската кирилица, използвана в Румъния преди 1860 г. Румънската азбука съдържа няколко букви като Ижица, Тита и Юс, които не присъстват в молдовската кирилица.
Използването на молдовската кирилица за предаване на румънски език често е съпроводено с политически спорове. От една страна е трудно за молдовските националисти, преди и сега, да признаят, че първоначално кирилската азбука не е налагана на румънците от чуждо империалистическо правителство. Кирилското писмо е използвано за предаване на румънския език от Средновековието чак до 19 век. Езикът на Православната църква, на княжеския двор, както и на високата култура в Дунавските княжества, е църковнославянският език още от 10 век. Заради историческата ѝ стойност кирилицата има поддръжници дори и сред молдовските националисти. Въпреки значението на латиницата за съвременна Молдова все още има исторически ненужно противопоставяне между молдовския патриотизъм и липсата на враждебност спрямо славянското и кирилско влияние върху румънския/молдовски език.

## Описание
Всички букви от молдовската азбука могат да бъдат намерени и в съвременната руска азбука, с изключение на буквата Ӂ (обозначаваща звука дж).
| Кирилска буква: | Еквиваленти от румънската латиница: | Название | IPA        |
| --------------- | ----------------------------------- | -------- | ---------- |
| а               | a                                   | а        | /a/        |
| б               | b                                   | бе       | /b/        |
| в               | v                                   | ве       | /v/        |
| г               | g, gh                               | ге       | /g/        |
| д               | d                                   | де       | /d/        |
| е               | e, ie                               | е        | /e/, /je/  |
| ж               | j                                   | же       | /ʒ/        |
| ӂ               | g                                   | ӂе       | /dʒ/       |
| з               | z                                   | зе       | /z/        |
| и               | i, ii                               | и        | /i/        |
| й               | i                                   | йе       | /j/        |
| к               | c, ch                               | ка       | /k/        |
| л               | l                                   | ле       | /l/        |
| м               | m                                   | ме       | /m/        |
| н               | n                                   | не       | /n/        |
| о               | o                                   | о        | /o/        |
| п               | p                                   | пе       | /p/        |
| р               | r                                   | ре       | /r/        |
| с               | s                                   | се       | /s/        |
| т               | t                                   | те       | /t/        |
| у               | u                                   | у        | /u/        |
| ф               | f                                   | фе       | /f/        |
| х               | h                                   | ха       | /h/        |
| ц               | ţ                                   | це       | /ʦ/        |
| ч               | c (ce, ci)                          | че       | /ʧ/        |
| ш               | ş                                   | ше       | /ʃ/        |
| ы               | â, î                                | ы        | /ɨ/        |
| ь               | i                                   | и куртэ  | /◌ʲ/       |
| э               | ă                                   | э        | /ə/        |
| ю               | iu                                  | ю        | /ju/, /ʲu/ |
| я               | ea, ia                              | я        | /ja/, /ʲa/ |

## Примерен текст
| На кирилица: Привя ын заре кум пе мэрь Рэсаре ши стрэлуче, Пе мишкэтоареле кэрэрь Корэбий негре дуче. |  | На латиница: Privea în zare cum pe mări Răsare şi străluce, Pe mişcătoarele cărări Corăbii negre duce. |

(Михай Еминеску, "Luceafărul")